# Altbach
Altbach es un municipio de Alemania en el Estado Federal de Baden-Wurtemberg del Distrito de Esslingen.

## Geografía
Altbach se sitúa entre 245 y 450 metros de altura, entre Plochingen y Esslingen am Neckar en el valle del Neckar. 

## Historia
Altbach se menciona por primera vez en el 783 en el Código de Lorsch. En el siglo XIII los Condes von Aichelberg heredan el lugar, vendiéndolo posteriormente por partes al monasterio de Adelberg. Con la llegada de la Reforma Protestante (1535) el Señorío Territorial se instaló en Württemberg. Altbach permaneció en manos del monasterio de Adelberg.
A partir de 1806 Altbach pertenece dentro de Reino de Wurtemberg a la Administración Superior de Esslingen.
En 1819 Altbach se separa de la población vecina de Zell, actualmente parte de Esslingen, formando desde entonces un municipio propio. En 1846 se construye en Altbach una estación de ferrocarril y se crea una base para la Industrialización.

## Economía e Infraestructura

### Transportes

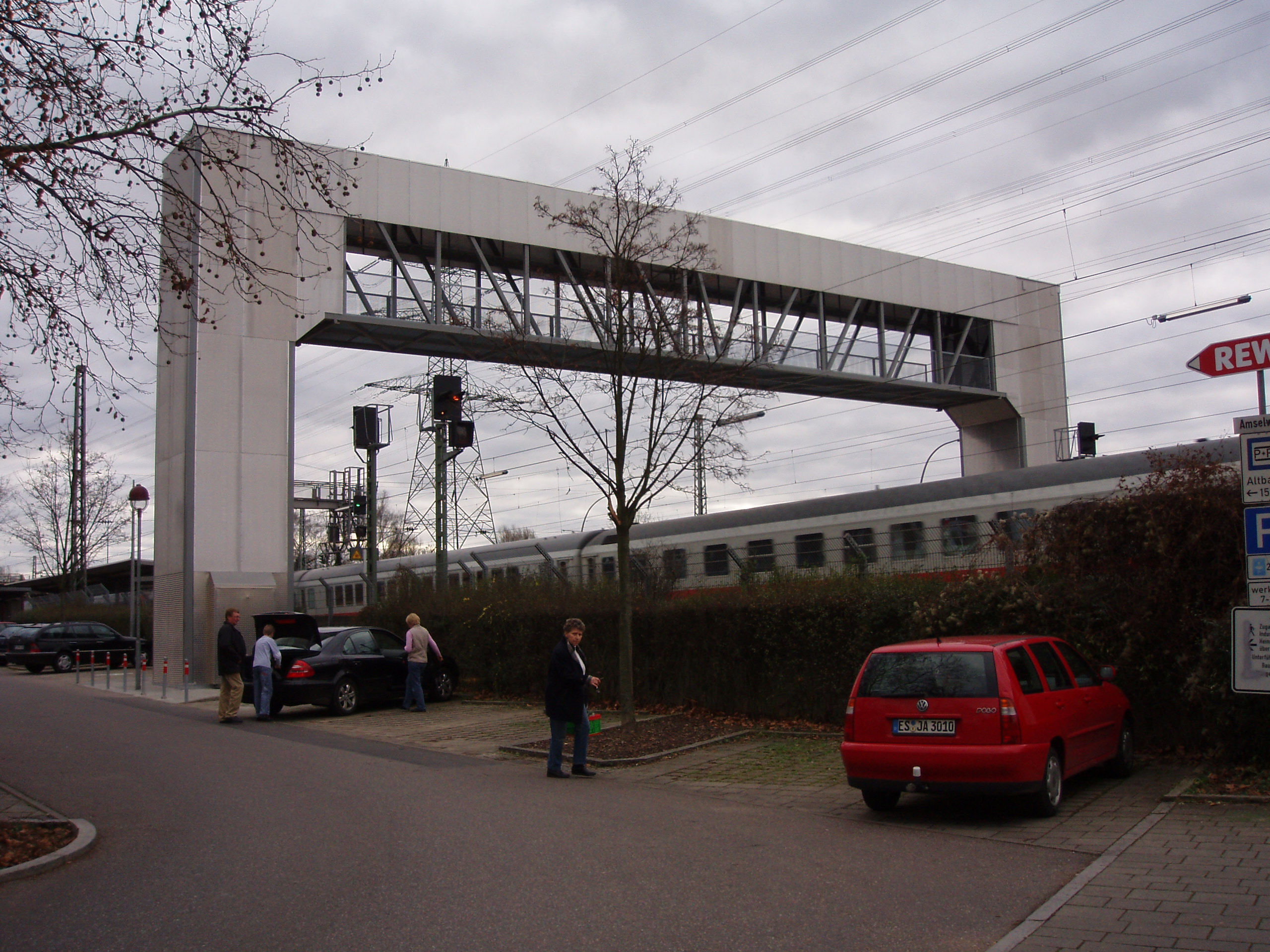
Peoplemover

Altbach está comunicada con la Bundesstraße (Carretera Federal) 10 (Stuttgart–Ulm). También está incluida en la Zona Tarifaria de Transporte Público de Stuttgart al unirse con la línea 1 de S-Bahn.
El 19 de diciembre de 2006 se inaugura en Altbach el primer Peoplemover del mundo para cruzar vías de trenes.

### Central eléctrica Altbach/Deizisau

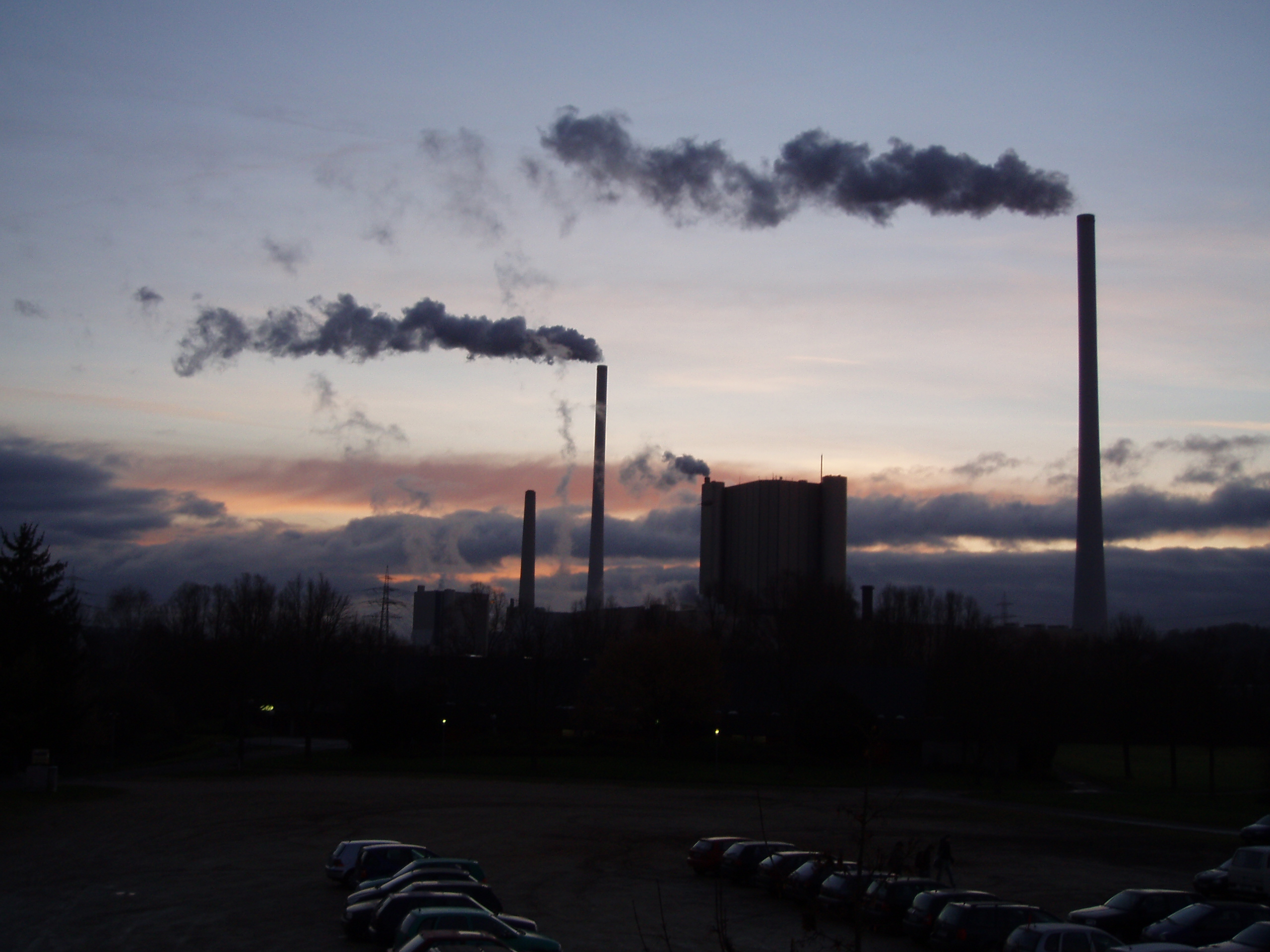
La central eléctrica de Altbach

La central eléctrica de Altbach es gestionada por la EnBW (Energie Baden-Württemberg AG, empresa de energía de Baden-Wurttemberg) y se considera una de las centrales eléctricas de carbón más moderna de Alemania.
La central se compone de dos bloques. En el planeamiento de la central también se quiso dar importancia al aspecto compositivo, con el que pudo haber ganado un premio de diseño. La central se sitúa en una isla en el Neckar y una parte pertenece al municipio vecino de Deizisau, por ello el nombre completo de la central lleva la denominación Altbach/Deizisau. Las dos chimeneas tienen 250 metros de altura, para que los gases expulsados estén lo más alejados posible del estrecho valle del Neckar.

## Cultura y lugares de interés

### Gemeindehalle (Sala común)
Se usa regularmente para representaciones teatrales, conciertos, homenajes, fiestas y celebraciones especiales.

### Altes Rathaus (Ayuntamiento viejo)

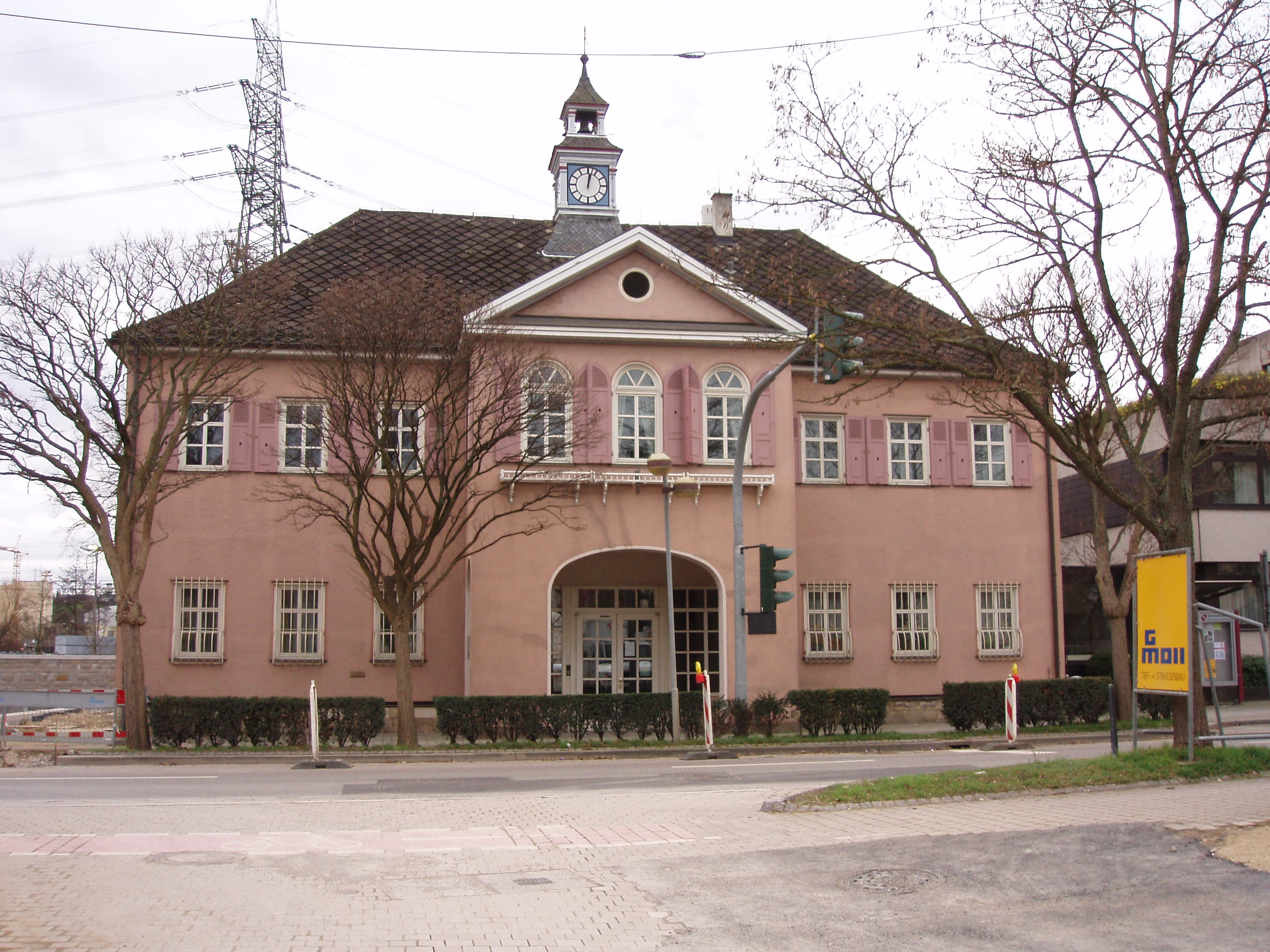
Altes Rathaus

El viejo ayuntamiento era en su origen un palacio de caza en el que fue parque natural de Hohengehren. El palacio fue heredado por Altbach en 1839 y convertido en ayuntamiento el mismo año.

### Christuskirche (Iglesia de Cristo)
Fue construida entre 1959 y 1960.

### Ulrichskirche (Iglesia de Ulrico)

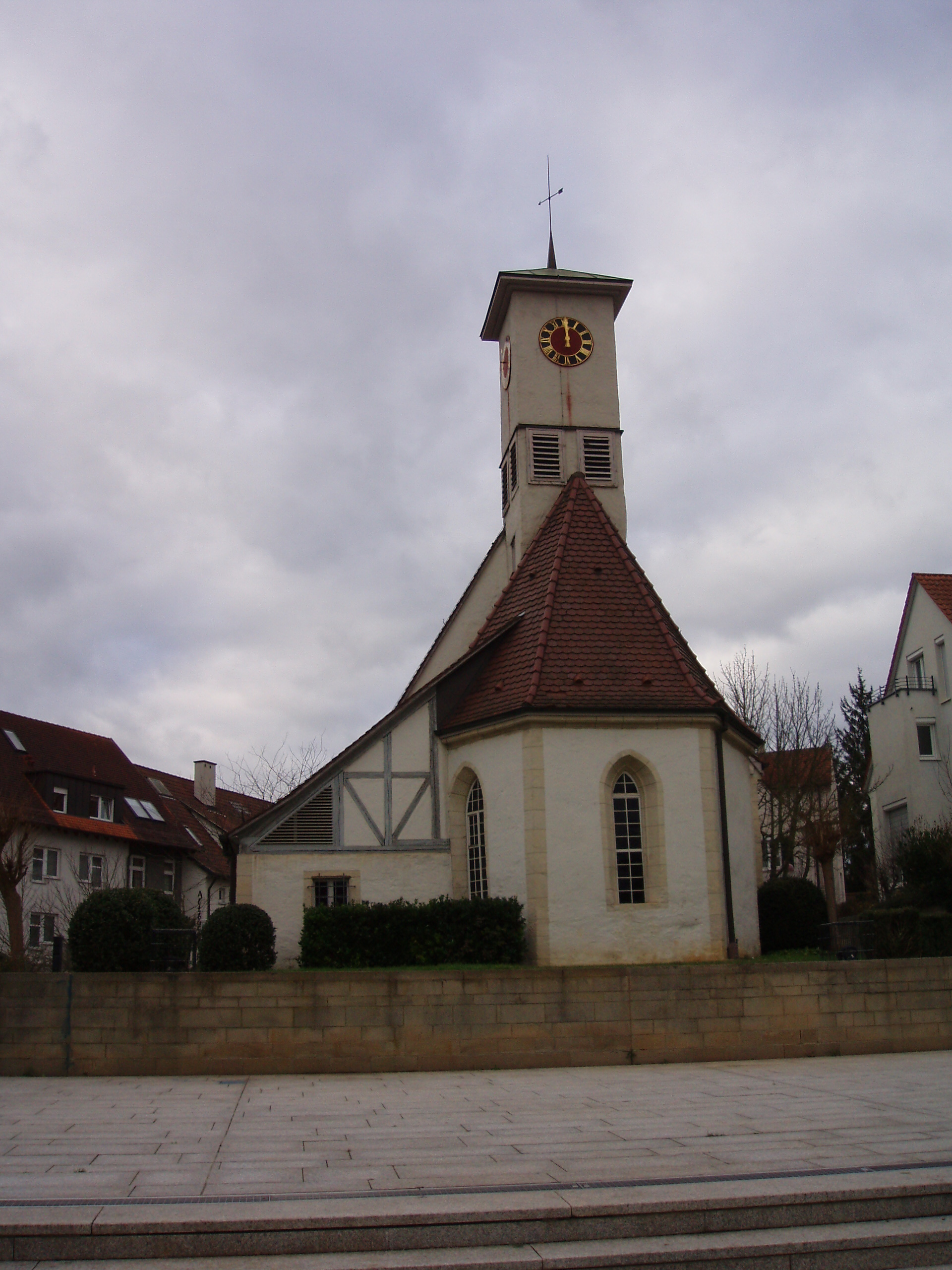
Ulrichskirche

La iglesia, situada en la plaza del mercado, recibe el nombre del patrón protector del monasterio de Adelberg Ulrico. Actualmente esta iglesia evangélica es arrendada a la comunidad y se usa sólo con propósitos culturales.

## Celebraciones regulares
- La fiesta local se celebra cada año en el penúltimo fin de semana antes del comienzo de las vacaciones de verano.
- El mercadillo de Navidad tiene lugar cada año el segundo sábado de diciembre.

## Deportista famoso
- Serdar Taşçı, futbolista que juega en el VfB Stuttgart, de la 1.Bundesliga.